# Nuevo Edén de San Juan
Nuevo Edén de San Juan è un comune del dipartimento di San Miguel, in El Salvador.
Il 10 dicembre 1979, la città di San Juan Lempa cambiò il suo nome in Nuevo Edén de San Juan.